# Antimima androsacea
Antimima androsacea là một loài thực vật có hoa trong họ Phiên hạnh. Loài này được (Marloth & Schwantes) H.E.K.Hartmann mô tả khoa học đầu tiên năm 1998.